# Джемс, Ричард
Ричард Джемс, Ричард Джеймс (англ. Richard James, 1582, Ньюпорт, остров Уайт — декабрь 1638, Вестминстер) — английский путешественник XVII века, пастор, учёный и поэт. Был участником посольства короля Якова I к царю Михаилу Фёдоровичу.
Известен в России сборником русских песен, записанных для него, как считается, в 1618—1620 годах в Вологде или Архангельске и относящихся к событиям Смутного времени и более ранним, а также составленным в то же время русско-английским словарём-дневником, который является одним из основных источников по разговорному языку Московской Руси начала XVII века; десятки слов и выражений зафиксированы Джемсом впервые.
Словарь и песни обнаружены в записной книжке Джемса в XIX веке.

## Биография
Родился в Ньюпорте (о. Уайт) третьим сыном Эндрю Джемса и его супруги Дороти, дочери Филипа Пура из Даррингтона, Уилтшир. Томас Джеймс, первый библиотекарь оксфордской бодлианской библиотеки, приходился ему дядей. Ричард обучался в Ньюпорте грамматике, а затем 6 мая 1608 года поступил в Экстерский колледж, Оксфорд. 23 сентября того же года он перешёл в колледж Corpus Christi, где получил все возможные учёные степени, включая бакалавра богословия.
Став пастором, он начал путешествовать. Посетил Уэльс и Шотландию, затем Шетлендские острова и Гренландию. Затем настало время его путешествия в Московию. Посольство, членом которого был Джемс, во главе с сэром Дадли Диггсом прибыло в Москву 19 января 1619 года и прожило здесь до 20 августа, когда выехало обратно в Архангельск. Русские исследователи считают, что он не успел на корабль и оставался на Севере примерно до 1620 года; западные указывают, что он был в Бреслау в Силезии уже в 1618 году, но ясности полной не имеют и упоминают, что в этот период распространились слухи о его смерти.
Затем он посетил Бреслау и Ньюфаундленд, и вернулся домой в Оксфорд в январе 1623 года. В 1624 году он был приглашён Джоном Селденом для исследования Арунделевской коллекции, и в опубликованной в 1628 году работе Marmora Arundeliana Селден выражал признательность Джемсу. Вскоре его представили сэру Роберту Брюсу Коттону, который пригласил его стать первым библиотекарем основанной им Коттоновской библиотеки. В июле 1629 года он представил сэру Оливеру Сент-Джону трактат об обуздании парламента, написанный в 1612 году сэром Робертом Дадли (незаконным сыном знаменитого Дадли). Сент-Джон тайно распространил рукопись среди лидеров парламента, Карл I и его министры выразили недовольство, и Джемс, Коттон и прочие были заключены в тюрьму осенью 1629 года по приказу тайного совета. Вероятно, с другими ответчиками Джемс был освобождён по случаю рождения принца Уэльского 29 мая 1630 года.
22 октября 1629 года Джемс получил доходный приход в Литл Монгехеме, Кент — это единственная церковная кафедра, которую он имел за свою жизнь. После смерти сэра Роберта Коттона в 1631 году Джемс оставался на службе его сына, сэра Томаса, в доме которого в декабре 1638 году он скончался от приступа четырёхдневной малярии.
Похоронен в церкви Святой Маргариты в Вестминстере 8 декабря.
Никогда не был женат. Некоторые из его ранних стихотворений посвящены даме, которую он именует Альбиной. Позже она станет женой некоего Филипа Вудхауза. Его круг друзей-учёных включал Бена Джонсона и многих теологов, антикваров и писателей его эпохи.
Знал немецкий, голландский, французский, испанский, латинский и греческий языки. По-видимому, познакомился с русским языком и русской письменностью ещё до путешествия в Россию. В 1636 году написал поэму Iter Lancastrense (напечатана 1845 году). В 1880 году было опубликовано собрание его стихов.

## Книжечка Джемса
В 1840-х годах в Бодлеевой библиотеке в Оксфорде среди бумаг Ричарда Джемса академик И. Х. Гамель нашел «книжечку» (из пяти тетрадей), где, помимо всего прочего, были записаны шесть лиро-эпических русских песен. Большую часть тетрадей Джемса занимал составленный им словарь-дневник (первый в истории русско-английский словарь), заметки о стране, нравах и обычаях. В настоящий момент эта рукопись утрачена. Тексты песен впервые напечатаны в «Известиях ОРЯС» (1852). Научное издание песен — с фотокопиями, точным воспроизведением текстов и опытом реконструкции, с примечаниями и статьёй — осуществлено П. К. Симони в 1907. Научное издание словаря Джемса осуществлено Б. А. Лариным в 1959 году.

### Словарь
Исследователи словаря Джемса отмечают: «автор словаря часто пытается описать реалии русской жизни и семантизировать обозначающие их русские слова как имеющие европейские (бельгийские, немецкие, валлийские, шотландские, английские) аналоги… успешно пользуется Р. Джемс и обратным приёмом: иногда он пытается представить реалии русской жизни и быта как некоторую легко узнаваемую разновидность европейской жизни и быта».
- baesman (безмен) — шотл. бисмар; род весов
- cheremit (черемша) — уэльск. крау, англ. дикая черемша
- olhadi (оладьи) — бельгийские крейпелен, род жареных лепёшек
- kissel (кисель) — шотландская овсянка; уэльская сладкая каша
- gusli (гусли) — род русской арфы
- domra (домра) — род русской лютни

За счёт комментариев (на английском и латыни) к словам и явлениям русской жизни, словарь, который начался как обычный двуязычный, постепенно разрастался.
С лингвистической точки зрения словарь Джемса — очень ценный источник по русскому языку XVII века, отражающий большое число слов, ранее не зафиксированных в русских или иностранных записях. Джемс был филологом, владевшим греческим и латынью, а в России научившимся и русской грамоте; его записи представляют собой не простой пересчёт на английскую фонетику, а достаточно точно отражают слышанное им в Холмогорах произношение и ударение. Записи Джемса отражают лексику торгового города, где присутствуют не только характерные диалектные особенности русского Севера, но и словарь и фонетика пришлых людей.

Из заметок Ричарда Джемса:
- Samoed — народ этот так зовут русские — как будто самоеды (autoborox), что правдоподобно, — как те, которых мы там видели пожирающими, как то: сырые внутренности собак, лисиц и медведей.
- …чуди-народ около Колмограда издревле так называемый, который говорил на языке отличном от самоедов и лопарей; они там больше не находятся.
- Prozvishe — прозвище, даваемое матерью наряду с крёстным именем, и этим именем русские обычно и называются.
- Maimanto — морской слон, которого никогда никто не видел… по объяснению самоедов, он сам прорывает себе дорогу под землёй, и потому они находят его зубы, рога и кости и на Печоре и на Новой Земле
- Hohol — пряди волос на голове, которые носят поляки, персы, турки и татары. [Они] оставляют круглую прядь волос на бритой голове на самой макушке.
- Zic (зык) — эхо. Самое восхитительное эхо звучит в 20-30 верстах за Троицей, где оно раздаётся в глубине лесов на песках с большим благозвучием, чем игра на двух органах.
- Dub — близ Новгорода растут такие дубы, что четыре человека не могут охватить их, взявшись за руки.
- Cherwaruga (севрюга) — длинная большая рыба, из под Астрахани, очень вкусна и полезнее, чем белужина и осетрина, из её икры приготовляется кавьяр.
- Xolashnaboi (кулачный бой) — те, кто недавно изо всей силы изувечивал друг друга кулаками, пинками, зубами, через несколько дней, встречаясь, дружески здороваются.
- Morum (миро) — род микстуры, густой, как прованское масло, которой у них при крещении крестообразно помазывают лоб, подбородок, щёки, ладони, плечи и грудь против сердца. Об этом то и говорят они единоверцам: «Odna morum mazona» (Одним миром мазаны), то есть мы помазаны одним маслом. И без этого они никого не признают христианами.
- Vera — так называют и верование, и религию, а кроме того, и все нравы и обычаи и, когда спросишь о том или другом, отвечают «vera nassha» (вера наша) или «vera takova» (вера такова).
- Kulich — особый хлеб из яиц и масла, который русские дарят друг другу на Пасху.
- Aprishnoi (опричник) — это значит «отдельные люди». Им [царь] Иван Васильевич оказывал особую милость, и к ним не применялись никакие законы; они ходили в особом наряде. (…) Среди них или благодаря им и англичане могли тогда делать, что им угодно, не получая ни от кого ни распоряжений, ни взысканий.
- Razorinia (разорение) — разгром, резня. Так русские называют разорение и сожжение Москвы и кровопролитие, совершённое поляками.
- Inazemets — иностранец-иноземец. Большая разница тут между голландцем и англичанином, которого так называют, а не «nemchinoy».
- Ancipherus (анцифер=люцифер + антихрист в народном восприятии) — так люди говорили мистеру Кару, потому что мы не соблюдали в своё время надлежащих религиозных обрядов.
- Niet hodakov (нет ходоков) — так ответил мне один, когда я спросил, разве не могут люди идти до Оби.
- Movogorodski — новгородская копейка. В Новгороде была в древности чеканка монеты, тогда на ней было изображение всадника с саблей (испр. из «пикой»), а на некоторой — с булавой, которую они называют «меч», и монета тогда называлась не копейка, а сабленица. Позже чеканка была перенесена в Москву, и по изображению копья называли уже копейкой, а другие монеты — деньги московски.

Судя по анализу слов, словарь Джемса отражает по преимуществу, язык и быт русского Севера, где в Холмогорах он провел длительное время.

### Песни
Сплачетца мала птичка,

белая пелепелка:

«Ох-те мне молоды горевати!

Хотят сырой дуб зажигати,

мое гнездышко разорити,

мои малыи дети побитии,

меня пелепелку поимати».

Сплачетца на Москве царевна:

«Ох-те мне молоды горевати,

что едет к Москве изменникъ,

ино Гриша Отрепьев рострига,

что хочет меня полонити,

а полонив меня, хочет постритчи,

чернеческой чин наложити!

Ино мне постритчися не хочетъ,

чернеческого чину здержати,

отворити будет темна келья,

на добрых молотцов посмотрити.

Ино, ох, милыи наши переходы!

А кому будетъ по вас да ходити,

после царского нашего житья

и после Бориса Годунова?

Ахе, милыи наши теремы!

А кому будетъ в вас да седети

После царского нашего житья

и после Бориса Годунова?»
Темы пяти из этих песен относятся к событиям конца XVI — начала XVII веков, а одна песня «воинников» говорит о трудностях «зимовой службы» и о том, что «весновая служба» «молотцам веселье, а сердцу утеха». Ни одна из этих песен не сохранилась в позднейшей устной передаче, но они обладают несомненой связью с поэтикой песни и принадлежат к городскому фольклору начала XVII века..
В. В. Данилов исследовал записанные песни и выразил свою точку зрения, которая состоит в том, что:
- сборник составлен в Москве на большом Посольском дворе, где жило английское посольство (он не согласен с версией, что песни записаны в Архангельске)
- внесённые в него песни сложились в торговой и служилой среде Москвы
- авторы этих песен были близко знакомы с официозными взглядами на изображаемые события: они то отражают мнения партии Годунова, то указывают на враждебную ему среду сторонников В. Шуйского, то недоброжелательно по отношению к боярскому правительству изображают смерть Скопина-Шуйского, то в духе новой династии рассказывают о возвращении из польского плена патриарха Филарета.

С ним согласны не все:

Н. А. Криничная обратилась к вопросу, была ли песня плодом народного творчества (так считали Ф. И. Буслаев, Л. Н. Майков, Н. С. Тихонравов, Ем. Кале, С. К. Шамбинаго, В. И. Игнатов) или придворным литературным произведением (точка зрения В. В. Данилова, А. И. Стендер-Петерсена, В. К. Соколовой), и пришла к выводу, что текст не является ни литературным, ни фольклорным в собственном смысле слова и что «автора песни следует искать в средних слоях населения столицы».— .

#### Список песен
1. Песня о весновой службе — вероятно, походная песня о том, что весной служить лучше чем зимой.
2. Песня о последовавшем за смертью воеводы князя Михаила Васильевича Скопина-Шуйского — где говорится об чувствах народа после его отравления
3. Первый плач царевны Ксении Борисовны Годуновой — две песни сборника содержат вариации одного и того же мотива — плача Ксении Годуновой над своей горькой участью, в них повторяются размер и основные строки.
4. Песня о въезде в Москву возвращавшегося из литовского плена патриарха Филарета Никитича
5. Второй плач Ксении Борисовны Годуновой
6. Песня о нашествии крымских татар на Русь в 1572 году — см. Битва при Молодях

- Кроме этих песен, записанных русскими для Джемса, в составе его Словаря (на последней странице) находится записанная самим Джемсом латиницей скоморошья песенка: «Гуси-крестьяне, стучики-попы, лебеди-дворяне, вши-попадьи…», варианты которой известны в позднейших записях. Возможно, знакомство с русским фольклором подало Джемсу мысль обратиться к местному человеку для более совершенной записи текстов.

## Отражение в искусстве
- Песня «То не сильная туча затучилась…», звучащая в фильме «Иван Васильевич меняет профессию», была с незначительными изменениями заимствована из пьесы М. А. Булгакова «Иван Васильевич», автор которой, в свою очередь, воспользовался текстом, записанным для Ричарда Джемса. Отрывок, приведённый у Булгакова («А не сильная туча  затучилася...  А  не  сильные  громы грянули... Куда едет собака крымский царь...»), ближе к первоисточнику, чем текст, который звучит в фильме.
- В киноленте «1612» звучит песня-плач, написанная на «стихи самой Ксении Годуновой» и музыку Алексея Рыбникова, исполнитель Zventa Sventana. (Исследователи, тем не менее, отмечают, что песня вряд ли написана Годуновой и просто повествует от её лица).

## Избранная библиография
- Великорусские песни из записок бакалавра Ричарда Джемса // Историческая хрестоматия церковнославянского и древнерусского языков / Сост. Ф. Буслаевым. — М.: Унив. тип., 1861. — Стб. 1031—1039.
- Песни, записанные для Ричарда Джемса в 1619—1620 гг. // ПЛДР. Конец XVI начало XVII веков. — М.: Худ. литература, 1987.
- Песни, записанные для Ричарда Джемса в 1619—1620 гг. // БЛДР. — СПб.: Наука, 2006. — Т. 15. — С. 458—463. — 530 с.